# دهستان برغان
دهستان بَرَغان دهستانی در بخش چندار شهرستان ساوجبلاغ، استان البرز در ایران است. براساس سرشماری مرکز آمار ایران در سال ۱۳۸۵، جمعیت آن ۱۴۲۴ نفر (۵۱۸ خانوار) بوده‌است.
امامزاده عبدالقهار روستای ورده از مهمترین زیارتگاه‌های دهستان برغان است و حسینیه اعظم برغان از مهم‌ترین مراکز تاریخی دهستان برغان است. آلوهای این دهستان به نام آلوی برغانی در تهران و اطراف معروف است.

## پیشینه
برغان در برهه‌ای از تاریخ تحت تأثیر حکومت گیلان، ملوک کیائیه بود. مرکز فرمانروایی این ملوک شرق گیلان و مؤسس آنها سید علی کیا از اعقاب زید علوی پسر امام حسن مجتبی بوده‌است.
در تاریخ ۲۵ دی‌ماه ۱۳۸۷ مناطق طالقان ،سیبان‌دره ،و روستای تاریخی ورده در برغان از سوی هیئت وزیران به عنوان مناطق نمونه گردشگری در سطح ملی تعیین شدند.

## آثار تاریخی
| ایران > استان البرز > شهرستان ساوجبلاغ > بخش چندار > آثار تاریخی دهستان برغان |                          |                           |                            |                           |  |
| ردیف                                                                          | نام اثر                  | نوع اثر                   | دیرینگی                    | روستا                     |  |
| ۱                                                                             | پل حاج کاظمی             | پل                        | قاجاری                     | جلگه‌دار                   |  |
| ۲                                                                             | امامزاده عبدالغفار       | بنای آرامگاهی             | صفوی - بازسازی‌شده          | ورده                      |  |
| ۳                                                                             | امامزاده بی‌بی‌خاتون       | بنای آرامگاهی             | تیموری - صفوی - بازسازی‌شده | جنوب روستای ورده          |  |
| ۴                                                                             | گرمابه                   | گرمابهٔ قدیمی              | صفوی - قاجاری              | ورده                      |  |
| ۵                                                                             | چنارهای امامزاده         | درخت کهن‬                  | ۶۰۰ ساله                   | ورده                      |  |
| ۶                                                                             | روستای سیبان‌دره          | روستای سنتی               | قاجاری                     | ۱۰ کیلومتری بالای ورده    |  |
| ۷                                                                             | امامزاده شاهزاده علی‌اکبر | ‬ بنای آرامگاهی            | صفوی - بازسازی‌شده          | تکیه                      |  |
| ۸                                                                             | چنار امامزاده            | درخت کهن‬                  | ۸۰۰ ساله                   | جنب امامزاده روستای تکیه  |  |
| ۹                                                                             | امامزاده بی‌بی قزلر       | بنای آرامگاهی             | صفوی                       | اغشت                      |  |
| ۱۰                                                                            | آلان‌تپه                  | تپه باستانی               | تاریخی                     | شمال روستای اغشت          |  |
| ۱۱                                                                            | مسجد طالیان              | مسجد‬                      | صفوی - قاجاری              | طالیان                    |  |
| ۱۲                                                                            | چنار کهن                 | درخت کهن‬                  | ۸۰۰ ساله                   | روستای طالیان - داخل مسجد |  |
| ۱۳                                                                            | امامزاده کاظم            | بنای آرامگاهی ‬            | نوسازی                     | سرهه                      |  |
| ۱۴                                                                            | خانه‌های قدیمی سنج        | خانه‌های قدیمی روستای سنتی‬ | صفوی - معاصر               | سنج                       |  |
| ۱۵                                                                            | حسینیه اعظم              | حسینیه ‬                   | صفوی - قاجاری              | برغان                     |  |
| ۱۶                                                                            | پل قدیمی                 | پل‬                        | صفوی                       | برغان                     |  |
| ۱۷                                                                            | چنار مسجد                | درختان کهن‬                | ۱۰۰۰ ساله                  | داخل مسجد جامع برغان      |  |